# HI-C
HI-C（ハイシー）はコカ・コーラ社の果汁入り清涼飲料水（一部炭酸飲料）である。名前の「Hi」はHigh、「C」はビタミンCのことで、「ビタミンCが多い果汁飲料」をコンセプトに表現されている。日本では、2021年現在は一部地域での販売にとどまる。

## 概要
1940年代にミニッツメイド社の一ブランドとしてアメリカで発売される。その後、ミニッツメイド社がコカ・コーラ社に買収され現在に至る。日本では1973年にオレンジ、1974年にアップルが255グラムの缶入り製品・果汁50%で発売され、瞬く間にヒット商品となった。その後1976年に果汁分を10%に落とし、より清涼感を増して飲みやすくしたHI-Cエード缶（オレンジ・グレープ）が発売される。これにより従来のHI-Cは果汁本来の味わいを楽しむ高級路線、HI-Cエードは清涼感を楽しむ大衆路線といった住み分けができる。そして1980年にHI-CエードはHI-Cサンフィルに改称され、1リットルサイズのリターナブル瓶製品なども発売される。なお、当初はこれら果汁入り缶飲料を生産できる設備はサツキコカ・コーラキャンニング、富士コカ・コーラボトリング海老名工場、山陽コカ・コーラボトリング本郷工場などにしかなかったため、当該の工場で生産された製品が全国に出荷された。
1990年になるとこの仕切りがなくなり、全製品がHI-Cに一本化されることとなった。この変更でオレンジ・アップルは果汁20%、その他製品は果汁10%となる。またこの時期には果汁100%のHI-C100シリーズも発売される。1996年にミニッツメイドの100%果汁のジュースが出回ったことやライバル社伊藤園から伊藤由奈のCM出演でも知られるビタミンフルーツシリーズの100%果汁の飲料が自販機やコンビニや食料品店に出回った為、HI-C100シリーズの姿が消えていってしまった。
その後はパッケージを何回かリニューアルして販売されるものの、HI-Cブランドを用いた新機軸の飲料の乱発→すぐに終売が続き、それに伴うように自販機や食料品店から急激に従来のオレンジやアップル味のHI-Cまでも消えていってしまった。そして1999年に新ブランドの果汁入り清涼飲料の「Qoo」が発売され、HI-Cは飲食店向けの200ml瓶入り製品・カップベンダー用の一部製品を除き（後述参照）日本市場での役目を終えることとなった。ニュースサイト「AllAbout」の久須美雅士は親が炭酸飲料を飲ませたくない乳幼児をターゲット層に変更したことが背景にあるのではないかと分析している。
なお、その後2006年に1985年〜1988年のデザインを用いたHI-Cの復刻版（マンダリンオレンジ、アップル）が限定販売されたことがある。
2013年10月21日に1991年当時のパッケージデザインを500mlペットボトルで再現した「HI-C オレンジ」と「HI-C アップル」の復刻版を発売。その後シリーズ化し、2014年にピーチ・グレープ・グレープフルーツ、2015年にホワイトグレープとピンクグレープフルーツが限定発売された。
この他、みちのくコカ・コーラボトリング限定で、2020年5月にオレンジ、2021年7月にアップルの300ml缶を限定販売した。

## HI-Cのフレーバー
- オレンジ
- アップル
- トマト（CMキャラクターにサザエさんを採用）
- つぶつぶオレンジ（みかん混合）
- グレープ
- グレープフルーツ
- パイナップル
- ピンクグレープフルーツ
- ファイブアライブフルーツパンチ（一部エリアでの販売）
- ピーチ（カップベンダー用/復刻デザインシリーズ）
- 梅スカッシュ（カップベンダー用）
- ピンクレモネード（ロイヤルホストのドリンクバーで使用）

## HI-Cサンフィルのフレーバー
後にHI-Cに統合。
- オレンジ
- アップル（1.5リットルPETボトルのみ発売）
- グレープ
- グレープフルーツ
- パインアップル
- フルーツ・パンチ
- シトラス・パイン
- シトラス・パンチ
- シトラス・パッション
- レモン（カップベンダー専用）
- マスカット（カップベンダー専用）

## 炭酸系
- HI-C ライトオレンジ（果汁入り）
- HI-C リンゴりんご
- HI-C レモンれもん
- HI-C フレッシュワ グレープフルーツ

## その他
- HI-C スポーツドリンク - 1991年発売。
- HI-C フルーティア オレンジ&パッションフルーツ
- fruitopia from HI-C
  - シトラスのおしえ
  - ブドウナシのきづかい
  - レモネードのつよがり
  - ピーチティーのさそい